# Aporophyla insularis
Aporophyla insularis là một loài bướm đêm trong họ Noctuidae.